# Lieksjekjaure
Lieksjekjaure är en sjö i Arjeplogs kommun i Lappland och ingår i Piteälvens huvudavrinningsområde. Sjön har en area på 0,643 kvadratkilometer och ligger 450,9 meter över havet.

## Delavrinningsområde
Lieksjekjaure ingår i det delavrinningsområde (735941-160699) som SMHI kallar för Ovan 735925-160923. Medelhöjden är 458 meter över havet och ytan är 6,34 kvadratkilometer. Det finns ett avrinningsområde uppströms, och räknas det in blir den ackumulerade arean 7,59 kvadratkilometer. Vattendraget som avvattnar avrinningsområdet har biflödesordning 3, vilket innebär att vattnet flödar genom totalt 3 vattendrag innan det når havet efter 208 kilometer. Avrinningsområdet består mestadels av skog (87 procent). Avrinningsområdet har 0,82 kvadratkilometer vattenytor vilket ger det en sjöprocent på 12,9 procent.